# Lars Klingbeil
Lars Klingbeil (Soltau, 1978. február 23. –) német baloldali politikus, 2021 decembere óta Németország Szociáldemokrata Pártjának (SPD) társelnöke Saskia Eskennel majd Bärbel Bassel együtt.

## Életpályája
1999 és 2005  között a Hannoveri Egyetemen tanult politikatudományt. 2001–2004 között a Friedrich Ebert Alapítvány (FES) ösztöndíjasa.
2003 és 2007 között a Jusos helyettes elnöke. 2005-ben néhány hónapig a Bundestag tagja. 2005-től  2009-ig az alsó-szászországi SPD-elnökének irodavezetőjeként dolgozott. 2009-ben újra a Bundestag tagja lett. 2017 és 2021 között a párt főtitkára volt. A 2021-es parlamenti választási győzelem után, 2021. december 11-én a párt társelnökévé választották.

## Családja
2019-ben feleségül vette Lena-Sophie Müllert.

## Fordítás
Ez a szócikk részben vagy egészben  a   Lars Klingbeil című német Wikipédia-szócikk fordításán alapul.  Az eredeti cikk szerkesztőit annak laptörténete sorolja fel. Ez a jelzés csupán a megfogalmazás eredetét és a szerzői jogokat jelzi, nem szolgál a cikkben szereplő információk forrásmegjelöléseként.